# بنغاس معروف
بنغاس معروف (الاسم العلمي:Pangasius pangasius) (بالإنجليزية: Pangas catfish)‏ هو نوع من الأسماك يتبع جنس البنغاس من فصيلة سلور القرش.